# 7月 (旧暦)
旧暦7月（きゅうれきしちがつ）は、旧暦（太陰太陽暦）の年初から7番目の月である。
天保暦よりも前の定義では、処暑を含む月を7月とする。新暦では7月下旬から9月上旬ごろに当たる。
7月の別名は文月（ふみづき/ふづき）である。名前の由来は7月を参照のこと。異名は「もうしゅう（孟秋）」。
東洋の太陰太陽暦では月の日数である大小（大月30日、小月29日）が年により異なるため、7月29日までで7月30日は存在しない年もある。

## 文月の日付
| 西暦   | 朔      | 晦      | 日数 |
| ------ | ------- | ------- | ---- |
| 2008年 | 8月1日  | 8月30日 | 30日 |
| 2009年 | 8月20日 | 9月18日 | 30日 |
| 2010年 | 8月10日 | 9月7日  | 29日 |
| 2011年 | 7月31日 | 8月28日 | 29日 |
| 2012年 | 8月18日 | 9月15日 | 29日 |
| 2013年 | 8月7日  | 9月4日  | 29日 |
| 2014年 | 7月27日 | 8月24日 | 29日 |
| 2015年 | 8月14日 | 9月12日 | 30日 |
| 2016年 | 8月3日  | 8月31日 | 29日 |
| 2017年 | 8月22日 | 9月19日 | 29日 |
| 2018年 | 8月11日 | 9月9日  | 30日 |
| 2019年 | 8月1日  | 8月29日 | 29日 |
| 2020年 | 8月19日 | 9月16日 | 29日 |
| 2021年 | 8月8日  | 9月6日  | 30日 |
| 2022年 | 7月29日 | 8月26日 | 29日 |
| 2023年 | 8月16日 | 9月14日 | 30日 |
| 2024年 | 8月4日  | 9月2日  | 30日 |
| 2025年 | 8月23日 | 9月21日 | 30日 |
| 2026年 | 8月13日 | 9月10日 | 29日 |
| 2027年 | 8月2日  | 8月31日 | 30日 |
| 2028年 | 8月20日 | 9月18日 | 30日 |
| 2029年 | 8月10日 | 9月7日  | 29日 |
| 2030年 | 7月30日 | 8月28日 | 30日 |
| 2031年 | 8月18日 | 9月16日 | 30日 |